# Flamand grófság
A Flamand grófság vagy Flandria grófsága a 9–14. század között létezett állam volt Németalföldön. A grófsághoz tartozott a mai Belgium két tartománya: Kelet-Flandria és Nyugat-Flandria, továbbá a mai Franciaország Nord megyéjének nagy része (ennek hagyományos neve Francia Flandria és benne mindmáig jelentős holland anyanyelvű kisebbség él), valamint a mai Hollandia „Tengermenti Flandria” (hollandul Zeeuws-Vlaanderen) tartománya.
A római hódítás korában Flandria a Gallia Belgica és Germania Inferior tartományok része volt. Jórészt kelta eredetű törzsek lakták, amíg a birodalom szétesésével egy időben megindult germán népvándorlás ki nem szorította őket erről a területről. A 6. században a terület a Frank Birodalom része lett, majd innen önállósult, amikor II. (Kopasz) Károly francia király kinevezte az első flandriai grófot, I. „Vaskarú” Balduint.
A grófság legjelentősebb városai Gent (Ghent), Brugge (Bruges), Kortrijk (Courtrai), Ypres (Ieper), Middelburg, Oudenaarde, Aalst, Lille (Rijsel), Cambrai (Kamerijk), Douai (Dowaai), Dunkerque (Duinkerke) és Valenciennes (Valencijn) voltak.
Bár a grófság hivatalosan 1792-ben megszűnt, a „Flandria grófja” címet a belga uralkodó család egyes tagjai továbbra is viselik.

## Története

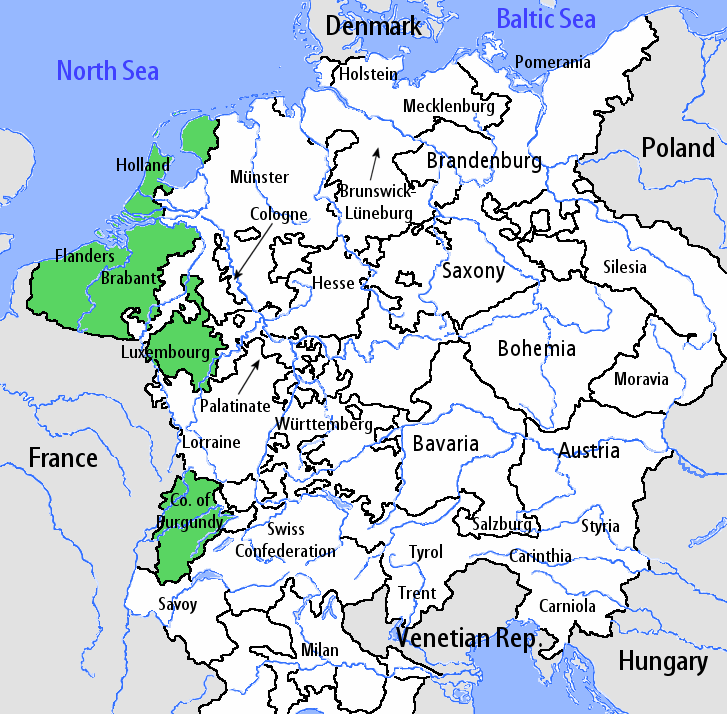
A Német-Római Birodalom Burgundiai körzete 1512-ben

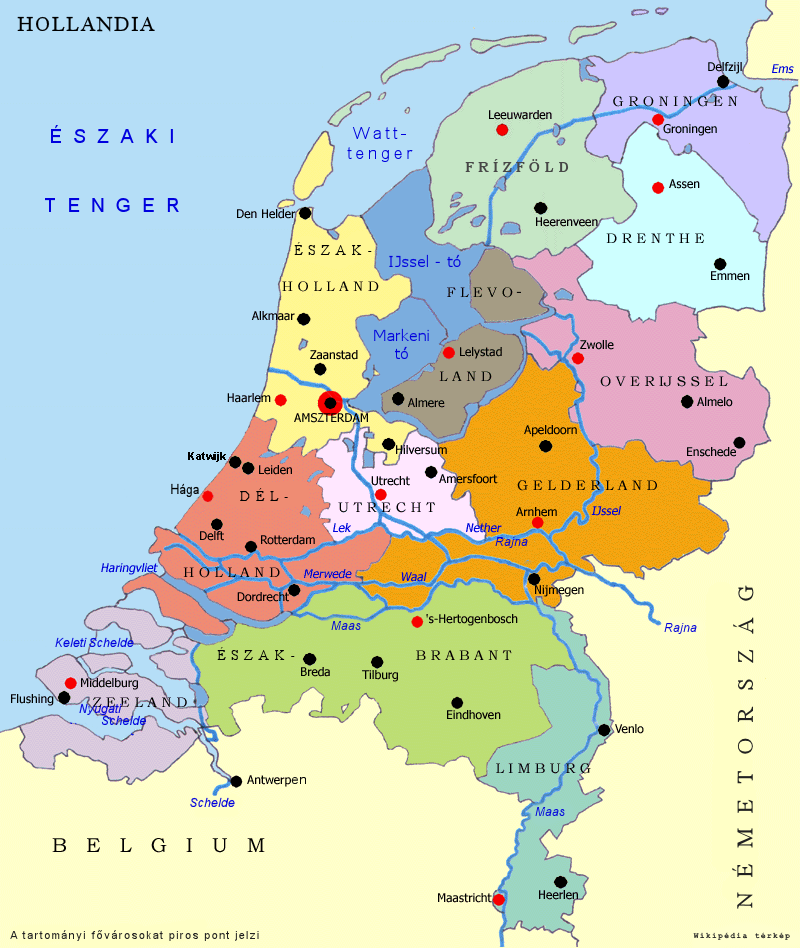
Hollandia tartományai, a bal alsó sarokban Tengermenti Flandria

A 9. században a feltehetően Morini törzsbeli nemes Balduin feleségül vette Juditot, II. Kopasz Károly nyugati frank király lányát, Nagy Károly unokáját. Judit korábban már kétszer házasodott: előbb Æthelwulf wessexi királyhoz adta apja, majd az ő halála után fiához, Æthelbaldhoz ment feleségül. Ez utóbbi házasságot 860-ban vérrokonság miatt érvénytelenítették (bár nem Judit volt Æthelbald anyja), és ekkor Judit visszatért apja udvarába.
Balduin itt találkozott vele, és innen szöktette meg. Károly kezdetben elítélte a kapcsolatot, és üldözte őket, de Balduin és Judit Rómába zarándokolt, hogy a pápa közbenjárását kérjék. Miután ezt megkapták, Károly is megenyhült, és lánya rangon aluli házasságát némileg ellensúlyozandó megalkotta a flamand grófságot, és Balduint nevezte ki grófnak. A terület ekkor a francia királyság határterülete (margraviate) volt, és ezért a flamand grófok egy ideig az „márki” címet viselték.
A nyugati frank királyságban Flandria volt a királyság 6 grófságának egyike. A flamand grófok hamarosan nagy szerepet kaptak a királyság életében. A koronázási ceremónián hagyományosan a flamand gróf vitte a király kardját. A grófság hamarosan bővült: északon Zeeland szigete, nyugaton Aalst bárósága, délen Artois-i grófsága került a flamand grófok uralma alá; utóbbi 1237-ben lett ismét önálló grófság. Artois ezután is többször került a flamand grófok közvetlen vagy közvetett befolyása alá, és véglegesen csak a harmincéves háború után, 1659. november 7-én lett a francia korona része.
A korai középkorban a grófság Európa egyik legfejlettebb része volt, elsősorban a Gent, Brugge és Ypres városában virágzó textiliparnak és kereskedőinek köszönhetően. A flamand grófok hagyományosan jó kapcsolatokat ápoltak Angliával (Hódító Vilmos felesége, Matilda is a flamand grófok leszármazottja volt, és Vilmos seregében számos flamand lovag szolgált); viszonyukat a textilipar még szorosabbra fűzte. Az angol és skót gyapjú legjelentősebb vásárlói a flamandok voltak, és egész Európában értékesítették az abból készített ruhákat, illetve világhíres falikárpitokat.
Flandria nyugati részét a 12. században rövid időre a franciák szállták meg, a keleti részek pedig az Hainaut-i grófsághoz kerültek 1191-ben. Körülbelül ebben az időszakban váltak jelentős politikai tényezővé a grófság önálló városai. Ezek kiemelkedő szerepet játszottak Szép Fülöp francia király terjeszkedéseinek elhárításában, amikor 1302-ben Kortrijk közelében legyőzték a király lovagseregét.
A flamand grófság gazdasága a 13. században, a politikai viszály, a háborúknak, az egész Európát sújtó pestisjárvány, a kereskedelmi kapcsolatokat szétziláló százéves háború és az egyre növekvő angol gyapjúfeldolgozás együttes hatására hanyatlásnak indult. A hanyatlás miatt flamand takácsot költöztek az angliai Norfolk, Worstead és North Walsham településekre, még jobban fellendítve az angol textilipart.
A flamand grófok ügyes politikával és jó érzékkel megkötött házasságok révén bővítették uradalmukat, mígnem az utolsó flamand gróf fiú utód nélkül halt meg, és a grófság 1384-ben a Németalföld nagy részét egyesítő burgundi hercegek uralma alá került. Merész Károly burgundi herceg halála (1477) után Flandria lánya, Mária hozományának része és ezzel a Habsburg-ház birtoka lett. A flamand grófság nyugati része névleg a francia király, keleti része a német-római császár hűbérese volt, míg 1526-ban I. Ferenc francia király lemondott a területről V. Károly javára. Károly Gentben született és Mechelenben töltötte fiatalsága nagy részét (1500–1515), ezért nemcsak a tartományból befolyó kincstári jövedelmeket nézte, de érzelmileg is erősen kötődött Flandriához és Németalföldhöz.
Károly uralkodása során Flandria egyike lett a Habsburgok németalföldi birtokait 1549-től egyesítő Tizenhét Tartománynak, amely azután II. Fülöp spanyol király birtoka lett a  Német-Római Birodalom1556-os felosztását követően. Hét északi tartomány hamarosan fellázadt a katolikus király önkényuralma és a protestánsok üldözése miatt és 1581-ben kikiáltották függetlenségüket, míg a déli tartományok, köztük Flandria, hűséget esküdtek a spanyol koronának.
XIV. Lajos francia király terjeszkedési törekvéseinek köszönhetően a flamand grófság nyugati területei, köztük Artois grófsága, végleg a francia koronához került egymást követő szerződések (1659 (Artois), 1668 és 1678) értelmében. Ma ezek a területek alkotják a Nord département-t (megyét).
1715-ben a megmaradt déli területek, a spanyol Habsburg-ág kihalásával, az osztrák Habsburgok birtokába került, egészen 1794-ig, amikor az első francia köztársaság seregei meghódították a területet. A köztársaságiak, majd Napóleon császársága magába integrálta Flandriát, de bukása után 1815-ben a bécsi kongresszus az egészet I. Vilmos uralma alatt egyesítette. 1830-ban a függetlenség kivívása után a flamand grófság területének legnagyobb része Belgiumhoz került, kivéve a Tengermelléki Flandria néven ismert tartomány, amely ma is Hollandia része.